# Lista de governantes de Cagliari
Os Juízes de Cagliari (em italiano Giudici) governaram o sul da ilha da Sardenha entre os séculos XI e XIII. O título provinha de influência bizantina, já que era este o título oferecido pelo Imperador aos governantes subordinados no Oeste Europeu. No século XI tornaram-se independentes como um dos quatro julgados-estado que existiram na Sardenha da Idade Média. Cagliari era o julgado da Sardenha com a maior porção de território e entre os séculos XI e XII lutou pela supremacia na ilha com o Julgado de Logudoro. Era um aliado frequente da República de Pisa nas suas guerras contra Génova, que se alastraram até à própria Sardenha e um dos primeiros apoiantes do monasticismo cristão.
A primeira dinastia, a nativa, surgiu da união de duas casas sardas ancestrais: os Salúsio de Lacon, e os Torquitório de Ugunale, formando assim a Casa de Lacon Gunale. Também em honra a estes dois nomes, os dinastas e seus sucessores adotaram os nomes Salúsio e Torquitório de forma alternada.
Desde o século IX, a capital estava sediada em Santa Igia.

## Juízes-Reis de Cagliari

### Casa de Lacon Gunale
- c.1000-1058: Mariano I Salúsio I
- 1058-1089: Orzoco I Torquitório I
- 1089-1103: Constantino I Salúsio II
- 1103-1130: Mariano II Torquitório II
- 1130-1163: Constantino II Salúsio III

### Casa de Lacon Serra
- 1163-1164: Barisão I, na sua condição de ocupante não possuiu sobrenome.

### Casa de Lacon Gunale
- 1164-1188: Pedro I Torquitório III, genro de Constantino II.

### Casa de Lacon Massa
- 1188-1214: Guilherme I Salúsio IV também juíz de Arborea, julgado que ocupa brevemente, até o devolver em 1206.
- 1214-1217: Benedita e o esposo Barisão II Torquitório IV
- 1217-1232: Benedita (sozinha)

### Casa de Lacon Serra
- 1232-1238: Regência de Inês de Cagliari, irmã de Benedita
- 1238-1250: Guilherme II Salúsio V, filho de Benedita e Barisão II.
- 1250-1256: João I Torquitório V, Chiano
- 1256-1258: Guilherme III Salúsio VI, filho de Maria, irmã de Guilherme II. Faleceu sem descendência.

Em 1258 a capital, Santa Igia, foi destruída e abandonada. O julgado de Cagliari foi dividido entre os julgados de Arborea, Gallura e a família pisana Della Gherardesca. Os aragoneses acabaram por reunir progressivamente toda a ilha. Para a continuação dos monarcas sardos ver Monarcas da Sardenha.